# Liste des épisodes de Foot 2 rue
 (février 2022).
Si vous disposez d'ouvrages ou d'articles de référence ou si vous connaissez des sites web de qualité traitant du thème abordé ici, merci de compléter l'article en donnant les références utiles à sa vérifiabilité et en les liant à la section « Notes et références ».
Cet article présente la liste des épisodes de la série télévisée Foot 2 Rue.

## Saison 1 (2005-2006)

### Épisode 1: Duel au vieux port
Le groupe d'amis, Sébastien dit Tag, Gabriel, les jumeaux TekNo et Tony sont pensionnaires à l'Institut Riffler dans la ville de Port-Marie et sont passionnés de football. Tag est orphelin, les parents de Gabriel sont docteurs en Afrique et en Asie tandis que les jumeaux sont les aînés d'une famille de dix enfants, le logement de leurs parents est trop petit pour une telle famille. Petit Dragon, un jeune pensionnaire souhaiterait rester avec Tag qu'il idolâtre mais Chrono, le gardien le convainc de partir avec sa mère, Mme Wong la professeur de musique. Un dimanche, alors que les autres élèves repartent chez leurs parents, les frères TekNo sont contraints de rester à l'institut car leurs parents n'ont pas pu venir les chercher. Tony est vexé car Tag et les autres préfèrent jouer avec leur vieux ballon qu'avec son ballon dédicacé par les joueurs de l'Équipe de France 1998. Il est fier de son ballon mais il se fait racketter par deux jeunes voyous, Coud'boule et Cartoon.

### Épisode 2: Goal surprise
Aujourd'hui, c'est le jour prévu pour la rencontre avec les Requins du Port. C'est aussi le jour de la cérémonie anniversaire du vieux Comte fondateur, en son temps, de l'Institut Riffler. Éloïse, dernière descendante en date des Riffler et passionnée de Foot, cherche une excuse pour ne pas accompagner ses parents à cette réunion ennuyeuse. Nos garçons, eux, profitent d'un discours soporifique pour s'échapper et se rendre à leur rendez-vous avec les Requins du Port. Éloïse décide de les suivre sans se faire voir. Elle assiste ainsi à la trahison du gros Tony, le lâche gardien de but qui s'enfuit du terrain à la première difficulté car les habitants du quartier, dont le match trouble la tranquillité, veulent se plaindre à la police. Éloïse décide bientôt d'intervenir.

### Épisode 3: Mise à l'épreuve
Requin a demandé que tous les capitaines des équipes de Foot de Rue de la ville se réunissent le soir pour le « Grand Vote ». Il s'agit de savoir si les Vampires des Boulevards, les Fantômes de la Cité, les Vagabonds du Parc, ainsi que les Barracudas du Centre Commercial, acceptent de reconnaître la nouvelle équipe de l'Institut Riffler. Nos héros se heurtent d'emblée à l'hostilité de Ben, capitaine des Fantômes de la Cité. Mis à l'épreuve, ils doivent se mesurer à une équipe formée par les différents capitaines. Entre-temps, Tony qui espionnait les garçons, se fait punir par les jumeaux. Éloïse est définitivement acceptée dans l'équipe.

### Épisode 4: L'amitié d'un capitaine
Tous les capitaines des équipes de Foot de Rue de Port-Marie sont convoqués à l'ancienne Usine à Sardines pour le tirage au sort du Tournoi du Port. Cartoon en informe Éloïse qui prévient Gabriel ; mais Gab ne fait pas parvenir la convocation à Tag (étant triste car ayant regardé un film d'amour entre un père et son fils, lui rappelant qu'il est orphelin). Gabriel va donc à la place de Tag à la réunion des capitaines. Le tirage au sort désigne les Fantômes de la Cité comme adversaires de l'équipe de l'Institut Riffler. Tony, désireux de se venger de ses anciens amis, a été engagé par Ben en tant que gardien de but : une véritable union du fauve et du serpent selon Cartoon. De plus, Tag, Eloïse et les TekNo méprisent Gabriel à cause de son auto proclamation de capitaine. Les Riffler vont-il gagner ?

### Épisode 5: Le Lion d'Afrique
Le maire de Port-Marie a mis au point un dispositif policier ultramoderne destiné à améliorer la répression des « Pirates des Rues » de la ville. Au cours du match qui oppose l'équipe de l'Institut à celle des Vagabonds du Parc, Ben alimente l'hostilité de la population contre les joueurs en lançant un second ballon contre un échafaudage, qui s'écroule. Omar, un jeune immigré sud-africain, cousin de La class, capitaine des Vagabonds du Parc, est arrêté à tort par la police, et la famille du cousin est expulsée de son logement par Monsieur Gréti, le propriétaire raciste. Révolté, Tag est décidé à réagir.

### Épisode 6: Les Tigres de papier
À la suite d'une fausse manœuvre, le ballon des Riffler atterrit dans la boutique de Madame Véra, puis dans les mains d'un jeune livreur chinois qui le sauve de la police. Le livreur accepte de restituer le ballon à condition que l'équipe de l'Institut Riffler affronte les Dragons de Shanghai dans le quartier chinois. Or ceux-ci ont une redoutable réputation. Durant la rencontre, le ballon brise la vitrine d'un commerçant, et la police intervient contre nos garçons. Sauvés grâce à leurs challengers chinois, les membres des deux équipes fraternisent.

### Épisode 7: Naissance d'un rêve
Grâce aux recherches faites par Gabriel sur Internet, les garçons sont maintenant convaincus qu'il existe des équipes de Foot de Rue dans le monde entier. Les Dogs de Toronto ont organisé un chat sur Internet à minuit. Les garçons y participent en utilisant l'ordinateur du bureau de Mademoiselle Adélaïde. Tag propose alors de créer une Coupe du monde de Foot de Rue. Prévenu par une lettre anonyme de Toni, les garçons se font surprendre par le père Chrono. Démasqué par Gabriel, l'affreux Toni reçoit le « châtiment des cafteurs » : il se retrouve enfermé dans la cave à charbon. Chrono, qui est au courant du projet de coupe du monde de Tag, trouve l'idée géniale.

### Épisode 8: La grande sélection
Grâce au père Chrono, nos garçons ont reçu le soutien de Luis Ornanldo dit « Fédé », ancien champion international qui se consacre désormais aux enfants déshérités à travers le monde. Grâce à son organisation, « Enfants du Monde », la sélection des équipes qui vont disputer ce premier Mondial de Foot de Rue se fait un peu partout sur la planète. À Port-Marie, les demi-finales opposent d'une part les Vampires des Boulevards aux Fantômes de la Cité et d'autre part les deux équipes amies des Riffler et des Requins du Port. Alors que Gabriel est follement épris d'Éloïse, cette dernière demande innocemment à celui-ci de l'aider à conquérir... le cœur de Tag, ce qui plonge Gabriel dans la dépression.

### Épisode 9: Un choix impossible
La veille de la finale de qualification, les parents des jumeaux TekNo débarquent à l'Institut Riffler accompagnés de l'entraîneur de l'Olympique. Ce dernier recherche de jeunes attaquants pour son équipe de cadets. L'Olympique est le rêve pour tout jeune footballeur. Les TekNo doivent quitter l'Institut sur le champ pour devenir pensionnaires du très luxueux Olympique, en vue d'y passer des tests. Ils auraient dû être fous de joie, mais comme les autres membres de l'équipe des Riffler, ils sont atterrés à l'idée de rater la finale qui devait les opposer aux Fantômes de la Cité, et d'offrir ainsi la victoire au détestable Ben. Face à ce gros problème, Tag va consulter Requin.

### Épisode 10: Les Diables du Bronx
La sélection pour le premier Mondial de Foot de Rue est maintenant terminée et les équipes vont arriver à Port-Marie pour s'y rencontrer. Les jeunes joueurs de la ville préparent leur arrivée, s'affairant à transformer l'ancienne Usine à Sardines en Cité du Foot de Rue. Soudain, les Diables du Bronx, une équipe de filles de New York, débarquent et manifestent bruyamment leur mécontentement, car on a oublié de les inscrire. Requin décide alors un match entre elles et les Riffler pour le lendemain, afin de juger de leur niveau, auquel cas elles pourront participer au Mondial. Pendant qu'Éloïse offre l'hospitalité aux nouvelles venues, le perfide Ben mijote un nouveau sale coup.

### Épisode 11: Le Mondial de Foot de rue
Les équipes du monde entier débarquent en secret à Port-Marie pour le Mondial. L'équipe de l'Institut Riffler est rebaptisée « Bleus de Port-Marie ». Monsieur Albert, le coiffeur de la vieille place, flanqué de Marcel son chien cardiaque a repéré la Cité du Foot de Rue où la fête de lancement a lieu. Il y voit l'occasion rêvée pour que la police frappe un grand coup qui mettra enfin un terme aux agissements de ces voyous. Le premier match du Mondial oppose les Bleus aux Diables du Bronx et se déroule sur le chantier de l'autoroute.

### Épisode 12: Les ennemis dans l'ombre
Face à l'incapacité du maire et de la police d'assurer le calme dans la ville, quelques citoyens ont décidé de l'assurer à leur place. Les commerçants de la vieille ville ont créé une organisation secrète comprenant madame Véra, la légumière, monsieur Albert, le coiffeur et monsieur Salim. Leur devise : « Propreté et Civilisation ». Ils décident de passer à l'action et kidnappent un joueur des Wallabies en plein match contre les Bleus. Les joueurs de Foot de Rue décident de réagir.

### Épisode 13: Les inséparables
Deux des joueurs du Mondial, Jane des Diables du Bronx et Eduardo des Méninos du Brésil, se sont amusés à terroriser la population de Port-Marie avec une voiture de police préalablement volée. Ayant ainsi violé le code du Foot de Rue et mis de ce fait toutes les équipes en danger, ils ont été exclus du match qui doit opposer leurs deux équipes. Ils sont remplacés par des joueurs tirés au sort, lequel désigne Tarek et son frère jumeau Nordine. Les deux inséparables se retrouvent donc dans deux équipes opposées. Pendant ce temps, le maire traque les « Pirates des Rues » en hélicoptère. Depuis que son petit chien cardiaque a marqué un but, monsieur Albert le coiffeur est devenu un grand fan des Bleus et du Foot de Rue. Il fait désormais partie du service de protection du Mondial. Cependant, jouer contre son frère jumeau s'avère plus difficile que prévu. Et la situation n'est pas meilleure quand ce sont Tag et Éloïse qui prennent leur place et doivent jouer l'un contre l'autre.

### Épisode 14: Romance brésilienne
Le prochain match opposera les Bleus aux Meninoss du Brésil. Pendant l'entrainement, Tag devient jaloux de Zanghezino car il se rapproche d'Éloïse, dont il est tombé amoureux. Les relations entre les 3 joueurs deviennent tendues alors que le match approche...

### Épisode 15: L'institut est en danger
La population de Port-Marie est de plus en plus attirée par la beauté des matchs, le talent de ces jeunes et l'intérêt de cette compétition mondiale. Les Bleus se sont fait de nombreux alliés. Mais monsieur Maroni, le maire, est bien décidé à gagner sa guerre : écraser ces voyous qui commencent à miner sa popularité auprès des électeurs. Il a compris que le « mal » possède sa racine à l'Institut Riffler. Comme les bâtiments sont vétustes, il fait intervenir un inspecteur qui, calcule-t-il, ne pourra que décréter sa fermeture et anéantir ainsi le Foot de Rue dans la ville. Il peut compter sur la collaboration du traître Ben et de son allié Tony qui subira une nouvelle fois le "châtiment des cafteurs".

### Épisode 16:  Les secrets enfouis
La boutique de la grosse madame Véra, l'acariâtre et irréductible ennemie de nos garçons, a été dévalisée. Le butin étant retrouvé dans la chambre des garçons, ceux-ci se retrouvent accusés de vol. Maroni le maire de Port-Marie tient là un excellent prétexte pour fermer enfin cette « pépinière de voyous ». Mais mademoiselle Adélaïde se dresse face au maire ; elle interdit cependant toute sortie aux Bleus. Ces derniers subodorent que le vilain Tony et Ben son patron sont à nouveau dans le coup. En attendant, ils sont toujours « lanterne rouge » au classement du Mondial et doivent rencontrer les redoutables Cobras de Calcutta ce soir !

### Épisode 17: Carton rouge
L'impensable est arrivé ! Tag s'est acharné à coup de pieds sur son adversaire à terre. Il a beau nier, la preuve est là : un témoin avait tout filmé. Face à une telle faute et à une telle sauvagerie, Fédé et Chrono n'hésitent pas une seconde pour l'exclure définitivement du Mondial. Ils prononcent également l'annulation de la victoire des Bleus sur les Scorpions du Désert. Pour Tag tout est fini. Et puisque plus rien ne le retient dans cette ville qui ne veut pas l'entendre, Tag confie son équipe à Requin et décide de partir pour toujours. Mais la vérité finira par éclater.

### Épisode 18: À la lueur des étoiles
Monsieur Albert a réussi à mobiliser l'entraîneur de l'Olympique de Port-Marie (OPM) pour s'occuper des Bleus avant le match prévu le soir à 21 h contre les Scorpions du Désert. Mais Tag se blesse au genou lors de cet entraînement. Or Z, la superstar mondiale du foot, est précisément au siège de l'Olympique pour discuter devant le douteux maire Maroni de son entrée à l'OPM. Z est accompagné de son soigneur attitré, Sylvius, vieil ami de Chrono. Celui-ci lui demande de soigner Tag. Tag est aussitôt amené au siège de l'OPM où se déroulent les pourparlers entre le groupe de Z, les dirigeants du club et le maire. Maroni surprend alors par hasard la conversation des amis de Tag, et apprend ainsi le lieu et l'heure du match du soir. Ravi, le maire décide de piéger et de capturer d'un seul coup tous les joueurs de Foot de Rue. Et pendant ce temps Z a compris que c'était un piège.

### Épisode 19: Les Scorpions du Désert
Monsieur Albert et monsieur Salim, devenus les plus fervents supporters des Bleus, ont surpris les Scorpions du Désert en train de s'entraîner. Catastrophés, ils viennent prévenir nos héros que les Scorpions disposent d'une nouvelle arme secrète. Les Bleus éclatent alors de rire car ils ont déjà battu cette équipe plus d'une fois. Mais sous-estimer l'adversaire est toujours très dangereux.

### Épisode 20: Le secret de Mamie Riffler
Tandis que les Bleus au complet aident les Diables du Bronx à s'entraîner en vue de leur prochain match, les parents d'Éloïse cherchent en vain leur fille. Inquiets, ils téléphonent au maire qui, voyant là une belle occasion de régler leur compte aux jeunes joueurs, se fait un plaisir de leur annoncer que leur fille fréquente des voyous, et que le responsable de cette situation est un certain Luis Ornanldo dit « Fédé ». Il leur conseille de porter plainte contre lui afin de le faire arrêter et expulser. Le comte et la comtesse portent donc plainte, et Fédé est arrêté. Furieuse, Éloïse décide de quitter à jamais le domicile de ses parents. Mais la vieille Mamie Riffler qui ne disait jamais rien, entreprend d'ouvrir les yeux de papa et maman Riffler.

### Épisode 21: Les Dragons de Shanghai
Les Bleus doivent affronter demain les Dragons de Shanghai. Ceux-ci sont vraiment très forts. Ils viennent une fois de plus de triompher, sous le regard affolé des Bleus qui, démoralisés, pensent n'avoir aucune chance contre cette équipe invaincue depuis le début du Mondial. Le soir, Gabriel entreprend alors un entraînement spécial qui permettrait à l'équipe de les vaincre. Malheureusement, lors de cette séance intensive, Tek tombe, perd connaissance et est amené par ambulance à l'hôpital.

### Épisode 22: Gabriel a craqué
Gabriel s'est continuellement dépensé sans compter pour les autres. Ceux-ci ont pris l'habitude de cette situation. On le charge de toutes les corvées, mais personne n'est jamais là pour s'occuper de lui. Même ses parents, qu'il cherche à joindre par téléphone, se désintéressent de ce qu'il dit. Très déprimé, il disparaît quelques heures avant le match. Tous ses amis - et ils sont nombreux - se sentent coupables de ne pas avoir fait plus attention à lui et se mettent à le rechercher activement. N'ayant aucune idée de l'endroit où il se cache, ils en déduisent grâce à une joueuse des Diables du Bronx que Gabriel a pris l'avion pour Bamako, espérant rejoindre sa mère inattentive. Seulement, la vérité est toute autre.

### Épisode 23: Sponsor secret
Ce soir, les parents d'Éloïse organisent une grande garden-party dans leur somptueuse résidence. On doit y procéder au tirage au sort des matchs de demi-finale. Tous les joueurs de toutes les équipes du Mondial sont conviés. Il s'y trouve aussi un invité un peu particulier : monsieur Pico, le propriétaire des grandes usines d'équipement sportif qui portent son nom. Il se dit prêt à sponsoriser les équipes finalistes et propose aux Meninos et aux Bleus - qu'il pense être les futurs finalistes - de les équiper gratuitement de son tout nouvel article : les chaussures « Pico Super foot »... à condition qu'ils signent des contrats et s'entraînent sous sa houlette.

### Épisode 24: Vaincre avec l'ennemi
Nous sommes à la veille de la demi-finale du Mondial de Foot 2 Rue, mais une grosse tuile frappe l'équipe des Bleus : Gabriel est bloqué par une tornade en Afrique et ne pourra jouer le match tant attendu, qui doit opposer nos amis aux Wallabies d'Australie. Il faut le remplacer d'urgence. Et bien que les candidats amis soient nombreux, aucun n'est capable de s'intégrer en jouant à la manière des Bleus. Tag a alors une idée. Il demande à Ben, ancien ennemi de l'équipe, mais qui a fait en son temps amende honorable, de remplacer Gabriel au pied levé. Nul n'a étudié le jeu des Bleus mieux que Ben autrefois, afin d'arriver à le saboter. Ben accepte in extremis, mais l'acceptation de sa présence par les autres membres de l'équipe pose de gros problèmes.

### Épisode 25: Le meilleur d'entre nous
C'est la nuit. Demain aura lieu la seconde demi-finale qui opposera les Meninos du Brésil aux Dragons de Shanghai, et la fête battra son plein. Mais Tag ne peut pas dormir. Il a pris conscience que la grande aventure touche à sa fin. Il quitte subitement l'Institut, et se dirige vers le port où il est rejoint par Ben, devenu un ami, et qui ne peut dormir lui non plus. Tag lui raconte ses inquiétudes : bientôt les jumeaux TekNo le quitteront pour parfaire leur formation à l'Olympique et Gabriel ira rejoindre ses parents au bout du monde. Il ne sera plus que « capitaine de plus rien du tout ». Ben tente de le rassurer en soulignant l'importance et le grand succès de son œuvre, et en lui affirmant qu'il est le meilleur des capitaines. Le lendemain alors que le match se déroule devant une foule enthousiaste, Tag erre dans la ville. Il est suivi comme son ombre par le tout jeune P'tit Dragon, un de ses très nombreux admirateurs.

### Épisode 26: Black out sur la finale
Le match de finale doit avoir lieu le soir après le coucher du soleil. Maroni, soucieux de sa réélection, a définitivement capitulé devant le succès du Foot de Rue. Il a invité une équipe de la chaîne Mondial Sport TV pour couvrir l’événement. Dès le petit matin, le reporter Peter Stones, interviewe les jeunes des deux équipes. Mais sur ordre de l'odieux Steph Lombard, patron de la chaîne qui désire semer la zizanie entre les équipes afin de réaliser des scoops lucratifs, Stones procède à des montages mensongers et les fait diffuser. La querelle se répand rapidement et bientôt un affrontement violent menace les Meninos et les Bleus. Tandis que Fédé réconcilie les joueurs, Ben, qui a compris le sale rôle de la TV, forme un commando afin de couper l'alimentation électrique de la ville. Ils sont surpris par le très maladroit agent Pradet, qui par mégarde crée lui-même un court-circuit et coupe ainsi tout courant électrique dans la ville.
Après un match intense, les Bleus gagnent 1-0 et sont sacrés champions du monde pour la première fois.

## Saison 2 (2008)

### Épisode 1: 2 Bleus chez les Bleus
C'est la rentrée des classes. Pendant l'été, les frères TekNo ont quitté l'Institut Riffler pour rejoindre l'Olympique, et les Bleus ne sont plus que trois. Jérémy Weber, un nouveau pensionnaire de l'Institut propose à Tag de rejoindre l'équipe. Il est de fait très doué. Facétieux et indiscipliné, il a déjà subi huit renvois de divers collèges. D'autre part, les Bleus sont défiés par une équipe de voyous : les Méga-Killers, ramassis des pires raclures de la cité qui commencent à exercer une dangereuse influence sur les jeunes de la ville. Jérémy parvient à forcer la main à Tag en acceptant le défi des Méga-Killers au nom des Bleus. Tag doit donc engager d'urgence deux recrues. C'est ainsi que Jérémy, puis une fille du nom de Samira, font leur entrée dans l'équipe...

### Épisode 2: Jongler avec son passé
Jérémy est contacté par ses anciens coéquipiers, les Skyrunners, champions d'urbanball, qui lui proposent de faire partie à nouveau de leur équipe. Il hésite : doit-il continuer son aventure avec les Bleus en vue de décrocher une qualification pour la Coupe du monde, ou retrouver l'absence de contrainte du mode de vie des Skyrunners.

### Épisode 3: Les Irréductibles
Les Bleus reçoivent un appel d'un certain Stéphane, capitaine de l'équipe des Irréductibles dans une cité de Port-Marie. Son but est d'éloigner les jeunes, grâce au Foot, de la délinquance qui règne dans ce quartier ; il désire les rencontrer dans la cité des Ifs non loin de Port-Marie. Les Bleus s'y rendent et découvrent que Stéphane est un garçon en fauteuil roulant. Il leur lance un défi : les Bleus contre son équipe. Mais une bande de voyous, les Démoniaques, dont le leader est le frère aîné de Stéphane, font la loi dans cette cité : racket, vol, crime. Ils interviennent pour chasser les Bleus de leur territoire et, armés de battes de baseball, leur enjoignent de ne plus jamais y mettre les pieds. Peu importe, Tag a décidé que ce match aurait lieu...

### Épisode 4: Une pêche d'enfer
Les Bleus doivent bientôt affronter les redoutables Desperados lors d'un match comptant pour les qualifications au futur Mondial. Ils assistent au match opposant les Tigres à leurs futurs adversaires, et sont impressionnés par l'efficacité d'un joueur appelé Tache de Rouille. Jérémy décide d'ailleurs de s'entraîner régulièrement pour pouvoir rivaliser avec lui. Peu après, tard dans la soirée, les Bleus surprennent Tache de Rouille réceptionnant un sachet suspect, de la part d'un inconnu venu le lui remettre en voiture...

### Épisode 5: Matcho match
Samira et sa copine Manuela veulent participer à un tournoi de jorckyball dans leur cité. Mais elles se voient refuser l'inscription parce qu'elles sont des filles. Samira en parle à Éloïse qui lui propose de se déguiser en garçons. Tag s'inquiète en pensant que Eloïse voit un autre garçon. Entre temps, Samira confie un bébé, Momo, à Tag, Gabriel et Jérémy...

### Épisode 6: Un Cœur Brisé
Les Bleus doivent prochainement se mesurer aux Apaches dans un match comptant pour les qualifications au Mondial. Alors qu'au sein de l'équipe des Bleus, deux couples se sont constitués (Jeremy et Samira/Tag et Eloïse), Gabriel est toujours sans âme sœur. Lorsqu'il va au café slam, il se retrouve rapidement harponné par une certaine Marie avec qui il flirte bientôt durant tout son temps libre, négligeant désormais l'équipe et les entraînements. Une rapide enquête des Bleus révèle que Marie est en fait téléguidée par les Apaches pour mettre le grappin sur Gabriel et déstructurer ainsi leurs futurs adversaires. Mais l'amour est aveugle, et Gabriel refuse d'accepter la triste vérité. Une grande querelle se déclenche. Entre-temps Requin a cru bien faire en engageant un drôle d'hurluberlu (son cousin Robert dit Mahatma) comme entraîneur pour les Bleus...

### Épisode 7: Anciennes Rancœurs
La ville de Port-Marie organise une remise de prix récompensant les meilleurs élèves de la ville, toutes écoles confondues. Éloïse rencontre ainsi Victoire Malotra, élève et fille du directeur de l'école privée Saint-Xavier, un nid de snobinards où elle fut jadis élève. Victoire, petite peste dont Éloïse fut la meilleure amie, remporte le prix de la meilleure élève de la ville, tandis qu'Éloïse reçoit un prix spécial pour récompenser son travail au sein des Bleus en faveur du Foot de Rue. Mais Victoire en veut beaucoup à Éloïse qu'elle accuse de l'avoir abandonnée et laissée sans protection lors de son départ de Saint-Xavier. Elle est aussi une footballeuse accomplie et voudrait bien entrer dans l'équipe des Bleus. En attendant, ceux-ci s'entraînent en vue du match contre la redoutable équipe des Bombes Atomiques. Pour forcer Tag à l'accepter dans l'équipe, Victoire va mettre en œuvre des moyens plus que douteux...

### Épisode 8: Opération Dakar
Pour son anniversaire, Gabriel est invité par ses parents à les rejoindre à Dakar quinze jours plus tard, lors des vacances suivant les examens. Il lance alors un appel sur le site de Foot 2 Rue, espérant réunir du matériel sportif à donner aux enfants qu'il rencontrera à l'occasion de son séjour au Sénégal. Et c'est une avalanche de colis qui tombe sur l'Institut Riffler, au grand dam de mademoiselle Adélaïde. Tag propose que l'ensemble de l'équipe accompagne Gabriel pour assurer la distribution de cette masse de colis. Grâce à l'aide de Fédé qui a déniché un navire porte-conteneurs pour le transport, Mademoiselle Adélaïde finit par accepter, à condition que les trois garçons obtiennent la moyenne aux examens, et ce dans toutes les branches. Ceci pose un gros problème à Jérémy, sans doute le plus grand cancre de l'école.

### Épisode 9: Les Saï-Saï
Les Bleus sont accueillis à Dakar par Fédé et les Saï-Saï, l’équipe la plus forte du Sénégal. Gabriel doit revoir ses parents et les Bleus doivent assister à la finale des qualifications africaines pour la prochaine Coupe du monde. Celle-ci oppose les Saï-Saï, dont le capitaine est une fille appelée Fatou, aux Lions de Wacham dirigés par un certain Sancoun. Gabriel tombe sous le charme de la belle Fatou. Lors du match opposant les deux équipes, les joueurs ont un comportement anormal, et les Saï-Saï jouent franchement mal. Les Lions l'emportent, mais Tag flaire un match truqué...

### Épisode 10: Les Diables Noirs
Tandis que les Bleus s'apprêtent à rencontrer les redoutables Bulldozers de la Terreur, les Diables noirs - une nouvelle équipe - deviennent chaque jour plus populaires auprès des amateurs de Foot de Rue. Arborant un masque diabolique, ils se proposent ouvertement de remplacer les Bleus comme champions du monde. Bientôt les Bulldozers abandonnent la compétition, l'un des leurs ayant lâché l'équipe au profit des Diables. Une rapide enquête de Requin montre que les Diables ont leur QG à l'école Saint-Xavier, le fief de la sinistre Victoire. Fédé annonce peu après que le match contre les Bulldozers est remplacé par une rencontre Bleus-Diables noirs…

### Épisode 11: Trop de pères pour Tag
Jérémy a deviné que Tag souffre de ne pas connaître son père. Une nuit, il s'introduit dans le bureau de Mademoiselle Adélaïde - qui, dit-on, en sait long sur les parents de son ami - pour accéder au dossier de Tag. Il y découvre un dossier d'adoption qui révèle l'identité de ce père. Il s'empresse de lui donner les informations, y compris une photo du père supposé. Tag part aussitôt à la recherche de ce dernier. Il avait cultivé beaucoup d'espoir au sujet de son père, et est de ce fait consterné en découvrant qu'il s'agit d'un SDF. Il en sera gêné, et mentira à ses amis en leur faisant croire que son père est un homme incroyable (agent secret, riche).

### Épisode 12: Les ballons de la honte
Les Bleus se rendent en Asie pour assister aux rencontres comptant pour les qualifications du Mondial. Jérémy, désireux d'apprendre le Kung-Fu, débute bientôt un apprentissage dur et humiliant auprès d'un grand maître de cet art. Entre-temps, les Bleus découvrent que les enfants de l'équipe des Serpents d'Asie sont obligés de travailler dans une fabrique de ballons de Football qui les exploite, les privant d'école. Les jeunes sont en outre battus et séquestrés par un abominable garde-chiourme armé d'un gros bâton. Révoltés, les Bleus vont tout faire pour les sortir de là. Par la suite, les Serpents parviendront à se qualifier pour le second mondial de Foot 2 Rue.

### Épisode 13: Sur la touche
À l'Olympique où se trouvent les frères TekNo, l'entraîneur est mécontent des performances de son équipe. Il organise un match amical de Foot de Rue avec les Bleus, afin d'améliorer l'agilité et la technique de ses jeunes. Samira et Jérémy acceptent sans problèmes de faire jouer les deux frères avec eux et de reconstituer ainsi l'ancienne équipe des Bleus sacrée championne du monde lors de l'épisode 26 de la saison 1 "Blackout sur la finale". Décision qu'ils regrettent aussitôt car Tag refuse de les faire jouer contre l'Olympique par pure nostalgie, ce qu'il regrettera par la suite.

### Épisode 14: Les liens oubliés
Pour affaiblir les Bleus, la méchante Victoire a concocté un piège machiavélique contre Jérémy. Via le fan-club des Bleus, elle a fait demander qu'un match amical ait lieu contre une petite équipe de village dirigée par un jeune prêtre, les Sangliers Magiques. Les Bleus acceptent. Le jour de la rencontre, à la vue d'un des joueurs adverses, Jérémy devient extrêmement brutal, et ne cesse de s'en prendre scandaleusement au jeune joueur. Le match est alors arrêté et Jérémy est suspendu. Il fugue et reste introuvable. Le prêtre a filmé l'intégralité de la rencontre. Apprenant cela, l'odieuse Victoire décide de s'emparer de cette vidéo pour la faire diffuser par la presse...
Les Bleus parviendront-ils à empêcher Victoire de faire diffuser cette vidéo ?

### Épisode 15: Perso
Tandis qu'au classement national, les Bleus sont toujours devancés par les Diables Noirs, Requin annonce aux membres de l'équipe que Jérémy est actuellement meilleur buteur que Tag, avec deux buts d'avance. Une compétition stupide s'engage alors entre les deux garçons. Ils n'arrêtent plus de se lancer des défis de plus en plus ridicules, au grand dam des trois autres membres de l'équipe qui voient cette sotte compétition tourner au vinaigre... Or les Bleus doivent bientôt rencontrer les Espadons Bondissants, et les deux garçons, oublieux de l'esprit d'équipe, sont emportés par leur rivalité de jeunes mâles. Le match s'annonce dès lors sous de bien sombres auspices. Entre-temps, Requin se débat avec le classement des autres équipes et c'est Samira qui est la meilleure buteuse.

### Épisode 16: Les Chats Sauvages
Des gitans arrivent en groupe à Port-Marie, et sont partout mal reçus. L'agent Pradet, raciste au quotidien, ne néglige rien pour leur faire sentir. Les jeunes ont constitué une équipe de Foot de Rue : les Chats sauvages. Ceux-ci lancent un défi aux Bleus. Décidés à tricher pour gagner, ils achètent plusieurs ballons identiques chez un commerçant grognon. Pendant la transaction, un voleur réussit à s'emparer de la caisse du magasin, et le commerçant accuse de complicité les jeunes gitans, qui détalent avec leurs ballons pourtant dûment payés. Le match tant attendu par les Chats a lieu le soir-même…

### Épisode 17: Pacte avec les Diables
Les Anges de la Rue, prochains adversaires des Bleus, sont très faibles. Victoire décide de les entraîner et leur propose ses propres joueurs comme remplaçants. En même temps, elle organise un plan machiavélique. Alors que Jérémy se trouve à un concert de rap, elle envoie trois de ses joueurs lui casser une jambe, incognitos. Jérémy doit rapidement être remplacé pour le match contre les Anges de la Rue. Les Bleus se tournent vers LaClasse, joueur de l'équipe du Lion d'Afrique, pour le remplacer. Jérémy reste néanmoins déçu de ne pas pouvoir jouer. Il occupe sa journée à enquêter sur l'accident et comprend rapidement que Victoire est derrière tout ça. Les Bleus, quant à eux, sont surpris de l'amélioration dont les Anges de la Rue ont fait preuve, et surtout quand ils comprennent que Victoire a pactisé avec cette équipe, et propose des joueurs pour remplacer les joueurs blessés de leur équipe protégée. Les Bleus vont-ils réussir à détourner son plan et se qualifier pour le Mondial ?

### Épisode 18: Les Ours Blancs
C'est l'hiver, et Fédé a décidé d'emmener les Bleus au Groenland pour entraîner une équipe qui doit jouer les qualifications du pays : les Ours Blancs. Sur place, les Groenlandais se révèlent être de bien piètres joueurs. Et Gabriel, africain, ne supportant pas le froid, s'emmaillote comme une momie… Après un solide entraînement, les Ours parviennent à battre l'excellente équipe des Élans Rouges, et se qualifient ainsi pour la finale groenlandaise qui doit les mettre aux prises avec les Lions de Mer. Mais les Élans Rouges, estimant que les Ours ont été trop favorisés par l'aide des Bleus, demandent à Fédé qu'un match entre Bleus et Ours Blancs ait lieu et que les Ours ne soient qualifiés qu'à condition qu'ils gagnent ce match, ce qui est accepté par Fédé. La veille du match, au grand dam des Bleus habitués au doux climat du sud, à la suite d'une vague de froid, Eloïse est introuvable et le sol s'est transformé en patinoire...

### Épisode 19: Match piégé
Jalouse de la popularité des Bleus et surtout d'Éloïse, Victoire met au point un plan sournois avec son sinistre père. À leur instigation, le maire organise un match « amical » entre les Bleus et les Diables Noirs, les deux meilleures équipes de la ville. Méfiants, les Bleus ne peuvent se dérober, et Tag engage les jumeaux TekNo comme remplaçants. Avant le match, le maire organise une collecte effectuée par les joueurs, en faveur des sans-abris de la ville. En fin de collecte, un des Diables déverse une masse de billets de banque dans le sac d'Éloïse qui, prestement dénoncée par le père de Victoire, est aussitôt arrêtée par l'agent Pradet.

### Épisode 20: 24 minutes chrono
Lors du match contre les Bouledogues, les Bleus apprennent par Chrono que le contrôle de fin d'année a été avancé aujourd'hui. Ne pouvant annuler le match, les Bleus doivent le terminer en moins de 24 minutes avant de retourner à l'Institut. Les choses se compliquent lorsque le ballon crève et qu'ils sont obligés d'improviser avec divers objets, alors que Cartoon et Coup'boule s'en vont en ville essayer d'en trouver un...

### Épisode 21: Roller Team
Tag se retrouve tout seul à l'Institut pour le week-end. Même Éloïse le laisse tomber pour accueillir une famille d'amis de ses parents, dont un jeune frimeur pommadé, dénommé Thibaut, qui la drague et nargue Tag ouvertement. Se sentant délaissé, celui-ci rejoint discrètement la Roller Team, un groupe de jeunes adultes très sympathiques qui se spécialisent dans les acrobaties et les sauts sur rollers en milieu urbain. À la suite d'une série de quiproquos, Tag croit que son équipe ne s'intéresse plus à lui et décide de ne plus les revoir, d'autant plus qu'Eloïse n'a pas répondu à la lettre qu'il lui a envoyé...

### Épisode 22: Pour aider un ami
Les Bleus partent pour les vacances au Brésil à Rio, sous la tutelle de madame Riffler et de Chrono. Ils comptent aider Zangezino, capitaine des Méninos, dont le père est très malade. Afin de lui payer les soins, les deux équipes vont réaliser un match de bienfaisance, mais l'argent offert par les spectateurs ne suffit pas. Un producteur-télé leur propose alors une forte somme à la condition que les Bleus laissent les Méninos gagner...

### Épisode 23: Foot favelas
Les Méninos sont en tête du classement d'Amérique Latine. Mais Zangezino doit remplacer son père pour distribuer le courrier le jour même d'un match décisif contre les Lamas de Bolivie. Il demande à Tag de prendre sa place de capitaine. Mais à la suite du vol de son sac à main, madame Riffler refuse de laisser Tag sortir la veille du match pour s'entraîner avec les Méninos dans les favelas. Accompagné de Jérémy, il réussit à faire le mur. Mais ils finissent par se perdre dans les favelas qui sont très dangereuses la nuit.

### Épisode 24: Dérapage
Les Bleus ont de nouveaux supporters : les Total Bleus, des adolescents mal élevés qui donnent involontairement une mauvaise image à leurs idoles, en sifflant et en insultant les adversaires de ces derniers. Victoire décide de s'en servir pour faire disqualifier les Bleus. Entre-temps Éloïse et Samira sont particulièrement agacées par le comportement des garçons de l'équipe qui se sont mis à frimer pour impressionner Chloé et Lola, deux groupies. Elles décident de monter un clip en les filmant dans des attitudes assez embarrassantes. Dans ce clip, elles découvrent par hasard Victoire et un de ses acolytes préparant un mauvais coup.

### Épisode 25: Jeu dangereux
Lors du match opposant les Bleus aux Corsaires, deux bandits dévalisent une bijouterie et font porter le chapeau au frère aîné du capitaine des Corsaires. Les deux équipes doivent s'allier pour retrouver les vrais coupables.

### Épisode 26: Combat final
C'est la finale des qualifications à Port Marie. Les Bleus et les Diables Noirs étant à égalité, ils devront s'affronter dans un match décisif. Victoire et son père envoient un ami inspecteur d'académie afin de faire mettre Jérémy en maison de redressement et renvoyer Mademoiselle Adélaïde de son poste pour empêcher les autres de s'entraîner. Ce n'est pas tout. L'inspecteur de l'académie prend la place de mademoiselle Adélaïde et envoie Gabriel et Tag faire les pires tâches ménagères, sans compter que les entraînements, c'est terminé. Vont-ils réussir à se sortir de ce pétrin pour remporter leur place pour le mondial ? C'est dans cet épisode que les frères TekNo font officiellement leur retour définitif chez les Bleus.

## Saison 3 (2010)

### Épisode 1: Un nouveau Mondial
Les grandes vacances sont finalement arrivées en même temps que le nouveau Mondial de Foot de Rue qui aura lieu sur le Melville, un vieux bateau. Les Bleus, découvrent les autres équipes dont leurs prochains adversaires, les Dauphins d'Océanie. Ces derniers sont rejoints par Victoire, qui menace de révéler qu'ils sont en réalité les frères aînés des joueurs de la véritable équipe. Afin de remporter le Mondial et humilier les Bleus, Victoire sera prête au pire : elle ira même jusqu'à verser un vomitif dans le jus d'orange des Bleus. Tous malade (sauf Jérémy et Éloïse), les deux joueurs devront se livrer à un match de 2 contre 5...

### Épisode 2: Le 6e Saï-Saï
L’entraînement des Bleus est compromis par l’idylle entre Gabriel et Fatou,la capitaine des Saï-Saï.Les choses ne s’arrangent pas lorsqu’un Saï-Saï se tord la cheville et que Gabriel doit le remplacer.Mais malheureusement,les bleus se sont pas dans la vérité de Gabriel.

### Épisode 3: Les Enfants de la Balle
Jérémy apprend par Requin que les Enfants de la Balle, venant de l'école du cirque de Moscou, ont été rejoints par leur dernière joueuse, la mystérieuse Natacha. Voulant en savoir plus, il essaie par tous les moyens de la trouver. Il découvre finalement sa véritable identité lors d'un match : c'est en réalité une guenon extrêmement agile. De plus, à la suite de plusieurs quiproquos, Samira doute de la fidélité de Jérémy...

### Épisode 4: Un remplaçant qui dérange
Une vieille connaissance fait son retour à Port-Marie : Ben des Fantômes de la Cité.Les joueurs des Bleus, sauf Tag, ont du mal à l’accepter après ses mauvaises actions… et surtout avec une jalousie des remplaçants envers ceux qui sont sur le terrain. Et les choses ne s’arrangent pas quand Tag se fait mal et que Ben doit le remplacer.

### Épisode 5: Alter Ego
Tek en a assez d’être confondu avec No et va jusqu’à se teindre les cheveux en blond.Cette dispute fraternelle arrive au mauvais moment car les Bleus doivent affronter les Celtiques des Highlands, de joyeux colosses dont leurs capitaine Sandra, leur petite sœur, ne cesse de narguer l’équipe de Tag. Entre temps Tag cherche son ballon et se perd avec Eloïse dans le bateau.

### Épisode 6: Foot star
Martin Goupil, présentateur de Canal Vérité une émission de télé-réalité, passe des contrats avec plusieurs équipes, empêchant les entraînements et compromettant le mondial. Entre-temps Tag a du mal à se faire à l'idée que Gabriel ira l'année prochaine au lycée Charlemagne.

### Épisode 7: Le retour des Méga-Killers
Les Méga-Killers sont bien décidés à se venger des Bleus et de tous les autres joueurs de Foot de Rue en semant le chaos dans Port-Marie et en leur faisant porter le chapeau.

### Épisode 8: Capitaine Jérémy
Tag tombe malade et demande à Jérémy de le remplacer comme capitaine pour le match contre les Gauchos de Buenos Aires. Malheureusement Jérémy a beaucoup de mal à peaufiner les entraînements et finit par se mettre les autres joueurs à dos. Entre-temps, un riche armateur paie deux hommes pour infester de rats le Melville, afin de pouvoir proposer son bateau à la place. Tag, resté à bord pour sa convalescence, repère le sabotage, mais se fait repérer et kidnapper.

### Épisode 9: Le règlement c'est le règlement
À la suite de plusieurs problèmes lors des matchs, Fédé et Requin chargent Gabriel d'établir un règlement. Entre-temps les autres Bleus s'entraînent dur pour affronter les Masaïs du Kilimandjaro lors du prochain match. Mais Victoire s'arrange pour les enfermer dans leurs cabines la nuit afin qu'ils arrivent en retard et soient disqualifiés...

### Épisode 10: Un nouveau maire
Bien que le Foot 2 Rue soit populaire, de nombreux citoyens se montrent encore assez réticents au sujet du Mondial, avec ceux qui vandalisent et les objets qui disparaissent. Un adversaire de Maroni compte jouer là-dessus pour gagner les élections municipales. Entre-temps, pour offrir un cadeau à Samira, Jérémy gagne de l'argent en nettoyant la ville. Seulement, tout ce que Samira voit, c'est qu'il passe son temps avec Brenda et Crystal, deux joueuses de l'équipe sud-africaine des Panthères de Soweto, ce qui a le don de la rendre jalouse.

### Épisode 11: Samira prend le large
Agacée par l'attitude puérile de Jérémy, Samira s'éloigne de lui et se rapproche d'un jeune motard. Mais ce jeune homme va lui apporter beaucoup d'ennuis. Et l'apparition de vols suspects n'arrangent pas les choses... 

### Épisode 12: Disparition
Les parents d'Eloïse partent à New York voir leur famille, notamment sa cousine Déborah. Victoire met aussitôt au point un plan sournois pour faire perdre les Bleus en kidnappant Eloïse, ce qui ne manque pas de choquer les joueurs de sa propre équipe, obligés de lui obéir sous peine d'être dénoncés auprès de Fédé. Entre-temps, Requin et sa bande en ont assez des plaintes des participants au tournoi, et décident de faire grève.

### Épisode 13: Une fille pas comme les autres
Les Bleus ont fort à faire face aux Tigres de Malaisie, et surtout à leur joueuse Farah. Stratège, belle et mystérieuse, elle plaît d'ailleurs beaucoup à Requin. Seulement, les Bleus découvrent que Farah est un garçon, appelé Amir, et le règlement veut que chaque équipe compte au moins une fille dans leurs rangs. Autant dire que cela met en péril leur participation...

### Épisode 14: Tricher n'est pas jouer
Tag soupçonne les Iroquois du Québec d'avoir triché lors d'un match. Cependant personne ne semble rien remarquer y compris sa propre équipe. Tag décide alors de mener sa propre enquête, mais le capitaine des Iroquois et leur joueuse vedette ne vont pas le laisser faire !

### Épisode 15: Diva
Éloïse est très appréciée, très jolie et Tag se sent rabaissé face à elle. Victoire qui a flairé le pigeon décide de se servir de cette faiblesse et s'arrange pour qu'Éloïse soit nommé "Miss Mondial" et ainsi perturber le prochain match des qualifications... il s'ensuit de scandaleuses rumeurs qui diraient que Tag serait dépressif car lui et Eloïse ne sont plus ensemble. De plus, Eloïse est dérangé par les nombreux fans et paparazzis qui ne cessent de la suivre. Gabriel, lui, commence à comprendre que Victoire est derrière tout ça.

### Épisode 16: Le secret d'Atsuko
Atsuko, qui fait partie des Mangas de Tokyo, est une fille au caractère bien trempé. Elle se lie d'amitié avec Samira mais prend en grippe Éloïse, ce qui compromet l'amitié des filles des Bleus. Les choses empirent lorsque Atsuko révèle qu'elle a quitté le Japon sans l'accord de ses parents.

### Épisode 17: Un entraîneur pour les Bleus
L'ambiance n'est pas au beau fixe chez les Bleus. Ils décident d'engager un entraîneur en la personne d'un vieil ami de la mère de Samira. Cette dernière a d'ailleurs fort à faire car Jérémy n'apprécie pas qu'elle passe du temps avec Gabriel pour réaliser un documentaire sur le mondial.

### Épisode 18: Technique de drague
Tek tombe amoureux de Liraz, joueuse des Pharaons du Nil. Malgré l'aide et les conseils des autres garçons de l'équipe, il ne parvient pas à lui déclarer sa flamme. Pire, elle croit qu'il cherche à la déstabiliser, ce qui est faux.

### Épisode 19: Croisière avec Nico
Fédé décide d'accorder une pause aux joueurs du Mondial en leur offrant une croisière. Il présente d'ailleurs Nicolas Anelka, un vieil ami qui sympathise avec les Bleus. Durant la croisière, Requin leur annonce que c'est le jour de l'anniversaire de Fédé. Les Bleus et Anelka décident d'occuper son attention pendant que les autres équipes se chargent de préparer une grande fête en son honneur. Seule Victoire refuse d'y participer.

### Épisode 20: Bienvenue à Tunis
Les Bleus et Anelka débarquent à Tunis, où ils font la connaissance de jeunes joueurs qu'ils convainquent de former une équipe et de jouer un match de gala face à une sélection des joueurs des Dauphins d'Océanie et des Bleus de Port-Marie. Cette équipe s'appelle Les Soleils de Tunis.

### Épisode 21: Écrit dans les étoiles
Un parc d'attraction arrive en ville et les Bleus vont y faire un tour et tombent sur une voyante. Cette dernière prédit une mauvaise nouvelle à Jérémy qui le trouble. Puis les autres équipes vont à leur tour chez cette voyante mais cela empire les choses.

### Épisode 22: Histoires de fantômes
Alors qu'ils s'amusent à se faire peur les uns les autres lors d'un orage, les enfants en viennent à se demander si le cargo n'est pas hanté. En effet, des provisions disparaissent et des bruits étranges se font entendre la nuit. Pour étayer leurs soupçons, le journal de bord d'un ancien capitaine du Melville, Samuel Pankaldi, mort il y a plus d'un demi-siècle, est découvert dans la cale du navire.

### Épisode 23: Un passé mal passé
Jacky, un ancien coéquipier de Fédé, lui rend visite et fait connaissance avec les enfants. Alors que Fédé est retenu par un étrange inspecteur administratif, qui semble décidé à empêcher le mondial d'avoir lieu, Jacky, de son côté, monte discrètement les enfants contre l'organisateur. Heureusement, les Bleus sont là pour veiller au grain...

### Épisode 24: Peur de se perdre
Éloïse, qui vient d'apprendre qu'elle va devoir quitter Port Marie, a bien du mal à le dire à ses amis et son annonce fait l'effet d'un électrochoc. Chacun prend alors conscience qu'à la fin de l'été, les Bleus devront se dire adieu, pour partir chacun de leur côté, Éloïse a New York, Gabriel au lycée Charlemagne et les TekNo à l'Olympique.

### Épisode 25: L'esprit vainqueur
Les Bleus commencent à trouver vraiment étrange de ne pas réussir à obtenir d'information sur l'équipe des Dauphins. Ils mènent leur enquête et, Victoire, qui se sent à deux doigts d'être découverte, mijote déjà un mauvais plan. Mais une étrange rencontre va lui faire changer d'avis... Par la même occasion, Tag est bouleversé par l'annonce que Mademoiselle Adélaïde a fait de devoir voir son père.

### Épisode 26: Les Bleus pour toujours
Alors que les Bleus doivent affronter les Panthères de Soweto en Finale, Tag part avec son père en Amérique du Sud, laissant Eloïse à regret, Gabriel se blesse au genou et Tek est parti après la demi-finale. Les Bleus doivent alors trouver deux remplaçants. La nouvelle generation des bleus apparaient

## Saison 4 (2022)

### Épisode 1: Dans la cour des grands
Petit Dragon propose à Jérémy de former une équipe pour les sélections au prochain mondial de foot de rue ! Mais celui-ci, qui pense que son ami est trop petit pour participer à un tel tournoi, car il a déjà accepté de rejoindre une autre équipe, le FC Golmetti. Petit Dragon décide alors de monter sa propre équipe. Mais c'est plus facile à dire qu'à faire. À quelques heures de la clôture des inscriptions, il manque encore un joueur pour que l'équipe des Bleus soit au complet. L'equipe est composée de Petit Dragon, Kani, Assaâd, Bianca et Franck.

### Épisode 2: Le premier match
Pour leur premier match, les Bleus affrontent l'équipe favorite du tournoi : le FC Golmetti, dans laquelle joue Jérémy. Petit Dragon veut tout faire pour gagner et va même jusqu'à espionner ses futures adversaires. Pensant que son équipe ne soit pas à la hauteur, il met une pression terrible à ses coéquipiers avant et surtout pendant le match. Mais pour être un bon capitaine, il doit apprendre à faire confiance à son équipe.

### Épisode 3: Un coup dans le dos
Les Bleus doivent affronter les Spectres du Vieux Manoir. Mais depuis leur défaite contre le FC Golmetti, l'ambiance dans l'équipe est électrique... Petit Dragon met toute la responsabilité de leur récent échec sur Franck, qui a encaissé 8 buts. Il décide alors de recruter un nouveau gardien. Mais pour ça, il doit demander l'avis des autres membres de l'équipe et surtout trouver le courage de l'annoncer à Franck.

### Épisode 4: Visite surprise
Les Bleus doivent gagner leur prochain match contre les As de Cœur pour espérer rester dans la course à la victoire. Seulement, le jour du match, Kani apprend que ses parents viennent lui rendre visite. Refusant de les voir, elle disparait de l'institut ! Déçus ses parents s'apprêtent à rentrer chez eux, sous le regard attristé de Bianca qui les invite à assister au match. Quand Kani voit ses parents arriver au bord du terrain, c'est l'explosion !

### Épisode 5: Le grand saut
Les Bleus affrontent les Torpilleurs sur un terrain sur la mer. Mais les Bleus font face à un problème de taille : Assâad a peur de l'eau. Ce traumatisme remonte à sa traversée de la méditerranée avec sa famille lorsqu'il fuyait son pays. Impossible pour lui de jouer le match. C'est donc à quatre contre cinq que les Bleus démarrent ce match. Depuis le bord du terrain, Assaad souffre de voir ses amis à la peine. Il va devoir dépasser ses peurs.

### Épisode 6: L'abandon
Les Bleus s'entrainent sur un sol glissant en vue de leur match à la patinoire contre les Pirates du Port. Bianca n'est pas du tout à l'aise. Petit Dragon lui promet alors de l'aider. Mais ce dernier se met soudainement à manquer les entraînements. Bianca se sent délaissée par celui qu'elle appelle son grand frère, et découvre, en l'espionnant, qu'il sèche les entrainements pour voir une fille. Quand le match débute, les tensions sont vives dans l'équipe.

### Épisode 7: Le bon choix
Petit Dragon ne supporte plus qu'on se moque de sa taille. Chaque nuit, il suit un entrainement pour grandir, trouvé sur internet. Exténué la journée, Petit Dragon continue de s'acharner, surtout en vue du match contre les T-Rex du Quartier Nord, une équipe de gros balourds. Alors, quand il constate, qu'il n'a pas grandi du tout, c'est la déprime. S'il veut gagner le match, il va falloir compter sur autre chose que sa taille.

### Épisode 8: L'épreuve
Franck fait la rencontre de Cécile, la capitaine des Coyottes. Très vite, ils deviennent amis et Cécile encourage Franck à avouer à son père qu'il joue au foot de rue. Elle sait que ce secret lui pèse trop. Mais Franck n'ose pas. Cécile prend alors les choses en main et décide de jouer leur match contre les Bleus sur la Place du Vieux Port devant le restaurant du père de Franck. Le gardien des Bleus ne peut plus se dérober.

### Épisode 9: Chantage
Jérémy, avec le FC Golmetti, doit affronter son ami d'enfance, Malik, gardien des Bulldozers qui n'a encaissé aucun but depuis le début du tournoi ! Pour s'assurer la victoire, Golmetti menace de renvoyer la mère de Malik qui travaille pour lui. Malik demande de l'aide aux Bleus. Mais il ne veut surtout pas en parler avec Jérémy, trop déçu que son ami joue dans l'équipe d'un tricheur. Sauf que Jérémy n'est au courant de rien.

### Épisode 10: Faux espoirs
Depuis quelques jours, Assâad est distrait. Il rate même des entrainements! Sans nouvelle de sa famille depuis des semaines, il commence à ne plus y croire et est complètement désespéré. Face à la détresse de leur ami, les Bleus vont mettre tout en branle pour accélérer les recherches. Mais à quelques minutes d'un match contre les Panthères des Quartiers Sud, adeptes du Parkour, les recherches n'ont toujours rien donné et Assâad perd espoir.

### Épisode 11: Match retour
Les Bleus vont à nouveau affronter les Psychopathes qui n'ont pas digéré le but que leur ont mis les Bleus lors des inscriptions ! Lors de leur entrainement, Franck aperçoit Shooter, la brute de l'Institut qui terrorise tous les petits, discuter avec un membre des Psychopathes. Les Bleus soupçonnent alors Shooter d'être Jack le capitaine masqué des Psychopathes. C'est la panique pour Bianca qui a une peur bleue de Shooter, impossible pour elle de jouer face à lui.

### Épisode 12: Sœurs ennemies
Kani est à fleur de peau : les Bleus affrontent les Double X, ses anciennes copines qui ne lui avaient pas proposé de former une équipe avec elle. Jessica, la capitaine, l'a bien remarqué et s'amuse à jouer avec les nerfs de son ancienne amie. En plus, Jessica passe de plus en plus de temps avec le beau Jérémy, ce qui rend Kani très jalouse. À la veille du match, Kani est au bord de la crise de nerfs et le match s'annonce tendu.

### Épisode 13: Renaissance
Après le carton rouge pris par Petit Dragon lors de leur match contre les Double X, l'équipe remet en question son statut de capitaine... Incapable de gérer les blagues liées à sa taille, les Bleus craignent que leur capitaine explose lors du prochain match contre les Titans, des athlètes d'1m80 qui ont tendance à jouer " haut ". Face à une équipe pareille, les Bleus pensent que Petit Dragon ne peut pas être capitaine.

### Épisode 14: Enfermés!
Monsieur Arnold, le nouveau directeur de l'Institut Riffler, a décidé d'établir un règlement beaucoup plus strict que celui Mademoiselle Adélaïde. Les élèves de l'école n'ont plus le droit au téléphone et ne peuvent plus sortir librement comme avant. Impossible alors pour les Bleus d'assister à leur prochain match contre les Corinthiens. Heureusement Jérémy connait un vieux passage secret qui va permettre aux Bleus de sortir sans être vus.

### Épisode 15: L'adieu au Mondial
L'ambiance est électrique à Port-Marie. Entre les tags qui prolifèrent sur les murs de la ville et les Psychopathes qui sèment la pagaille partout, le foot de rue risque d'être interdit par le maire. Requin est obligé de sévir. Au prochain débordement, l'équipe responsable sera éliminée du tournoi. Quand un nouveau tag apparait près de la place Petraccia, c'est la goutte d'eau. Requin avait prévenu : les responsables seront éliminés... et tout accuse les Bleus !

### Épisode 16: Rendez-vous manqué
Assâad reçoit le message qu'il n'attendait plus : sa famille est retrouvée. Trop pressé de rejoindre sa famille, il file à la gare routière au plus vite, séchant les cours et l'entrainement. Mais l'adresse qu'on lui a donnée est erronée... De retour à l'Institut, Assâad refuse de s'expliquer. Monsieur Arnold n'a d'autre choix que de le renvoyer. Assâad, qui n'a pas la force de se défendre, accepte son sort. Pour lui, fini l'Institut, fini le foot de rue.

### Épisode 17: 13/20
Une nouvelle fois consigné car il n'a pas atteint les 14 de moyenne exigés, Jérémy est contraint d'utiliser le passage souterrain pour participer à son match avec le FC Golmetti. Mais Monsieur Arnold découvre le pot aux roses et constatant que les Bleus ont aidé Jérémy à faire le mur, il punit ces derniers. C'est maintenant Jérémy qui va devoir aider les Bleus à jouer leur match dans le dos d'Arnold.

### Épisode 18: Retour à la case départ
Les Bleus ont élaboré un plan pour ne pas se faire avoir par les tours de passe-passe des Illusionnistes, leurs prochains adversaires. Chaque Bleu devra garder à l'œil en permanence un des Illusionnistes. Mais Kani apprend que ses parents veulent vendre leur ferme pour revenir vivre auprès d'elle. Elle doit absolument les en empêcher pour qu'ils n'abandonnent pas leur rêve pour elle. Mais sans Kani dans l'équipe, le plan des Bleus tombe à l'eau.

### Épisode 19: Une nouvelle famille
Les Bleus doivent affronter les Princes du Rebond, des rappeurs spécialistes des tirs contre les murs, plafonds, mobiliers, etc. Malheureusement, Bianca apprend une mauvaise nouvelle, Monsieur Arnold lui cherche une famille adoptive. Elle est désespérée, elle ne veut pas quitter l'institut et ses amis qui sont devenus sa famille. Pendant l'entraînement, elle se blesse et décide de ne rien dire aux Bleus...

### Épisode 20: La grande annonce
Franck prend enfin son courage à deux mains et annonce à ses parents qu'il veut devenir gardien de foot professionnel. Furieux et déçu, son père lui interdit alors toutes sorties... Sans Franck, les Bleus sont sûr de perdre leur prochain match contre les Chefs de Port-Marie. Mais, quand le père de Franck apprend que le fils du patron du restaurant voisin est le futur adversaire des Bleus, il accepte que son fils participe au match.

### Épisode 21: Le grand clash!
Le FC Golmetti doit rencontrer les Princes du Rebond pour leur prochain match. Mais quand Jérémy découvre que Golmetti a, une nouvelle fois, acheté le match, il décide de claquer la porte. Jérémy garde l'honneur sauf, mais voit son rêve de mondial disparaitre. Tout ce qu'il lui reste à faire, c'est aider les Bleus pour leur prochain match contre les Bulldozers, une équipe qu'il connait bien.

### Épisode 22: Remplaçante de luxe
Pour remplacer Jérémy, le FC Golmetti a débauché Jessica des Double X. Celles-ci se retrouvent donc à 4. Touchée par la détresse de ses anciennes amies, Kani accepte de les aider en remplaçant Jessica pour leur prochain match. Mais la complicité de Kani avec ses nouvelles coéquipières commencent à faire douter les Bleus. Sans parler de la rumeur qui circule selon laquelle Kani resterait définitivement avec les Double X.

### Épisode 23: Le rêve de Franck
En quart de finale, les Bleus affrontent les Double X avec leur nouvelle recrue, Paolo, un excellent attaquant du Centre de Formation de l'Olympique de Port-Marie. Franck, fasciné par ce joueur apprenti-pro, apprend que le club organise des sélections pour de futurs gardiens ! Encouragé par les Bleus, Franck participe et est retenu pour la phase finale... qui a lieu en même temps que les ¼ de finale du tournoi...

### Épisode 24: Retrouvailles
Alors qu'ils s'entrainent pour leur demi-finale contre les Psychopathes, les Bleus sont estomaqués : les parents d'Assâad et son petit frère, Elias sont là devant eux ! Petit garçon vif et attachant, Elias se lie d'amitié avec Steven. Mais Assâad interdit à son frère de le voir. Durant la demi-finale, Jack, le capitaine masqué des Psychopathes, se montre très agressif, et blesse volontairement Assâad qui ne se relève pas...

### Épisode 25: Le remplaçant
Alors que les Bleus célèbrent leur place en finale, Assâd apprend qu'il doit partir avec sa famille la veille du match. Les Bleus se retrouvent à quatre pour la finale. Mais un remplaçant est vite trouvé en la personne de Jérémy. Le plus dur maintenant va être de dire au revoir à Assaad. Les Bleus décident d'organiser une soirée surprise en son honneur. La fête est belle et émouvante. Mais les adieux sont déchirants...

### Épisode 26: Les Bleus en finale
Les Bleus n'ont qu'une idée en tête : battre le FC Golmetti et se qualifier pour le Mondial de foot de rue ! Avec Jérémy dans l'équipe, ils ont de grosses chances de gagner. Mais au moment du coup d'envoi, Golmetti sort un contrat signé par Jérémy qui lui interdit de jouer avec une autre équipe pendant toute la durée du tournoi ! Il est trop tard pour trouver un autre joueur. Les Bleus n'ont pas le choix, ils doivent jouer la finale à 4.

## Saison 5 (2025)

### Épisode 1: En route pour le mondial
Les Bleus se préparent en vue de la prochaine coupe du monde de Foot 2 rue. Jérémy craint perdre sa place au sein de l'équipe tant que les autres Bleus semblent heureux de revoir Assad.

### Épisode 2: Double jeu
Les Bleus doivent jouer leur premier match du tournoi contre Les Aigles de Kaboul, une équipe uniquement constituée de garçons puisque le foot est interdit aux filles dans leur pays, l’Afghanistan. A cause de cela, Les Aigles de Kaboul risquent la disqualification. De son côté, Frank est victime de chantage de la part de Shooter qui le menace de révéler son secret qui pourrait lui coûter sa place à l’Olympique.

### Épisode 3: Une lettre pour Bianca
La veille du match contre Les Givrés de Winnipeg, Bianca est bouleversée par le contenu d’une lettre qu'elle vient de recevoir ; sa mère biologique, absente depuis sa naissance cherche à la rencontrer ! Sur le terrain, la jeune fille est méconnaissable. Et les adversaires des Bleus, aussi amusants soient-ils, n'ont pas l'intention de leur faire de cadeaux. Kani, observatrice, remarque l’état de son amie et la pousse à se confier.

### Épisode 4: Des bleus pour les bleus
Les Bleus sont inquiets à l'idée d'affronter Les Surfeurs de Sydney, une équipe bien plus physique que fairplay. Conscient que son équipe n’est pas au niveau des Bleus, Stewart, capitaine des Surfeurs, propose un arrangement peu éthique à Petit Dragon, tout en essayant de l’intimider. Mais ce dernier refuse sans la moindre hésitation. Les Bleus vont devoir essayer de gagner tout en évitant de finir à l'infirmerie.

### Épisode 5: Une équipe sans capitaine
À la suite de la blessure de Petit Dragon, Les Bleus doivent trouver un cinquième joueur pour éviter une défaite face aux Grizzlis de Varsovie. Assâad accepte de les dépanner pour un match. Mais, à l’entraînement, sans capitaine pour mener l’équipe, Les Bleus peinent à trouver leurs marques. Sans capitaine pour les guider, Les Bleus abordent le match contre Les Grizzlis avec fébrilité. Petit Dragon, diminué pour deux semaines, sombre dans une profonde déprime.

### Épisode 6: Le nouveau
Kani propose à Alpha de rejoindre l’équipe pour remplacer Petit Dragon. Très talentueux, il est cependant aux antipodes des valeurs du foot de rue, ce qui le rend détestable aux yeux de Jérémy et Petit Dragon. Kani est convaincue que ce nouveau joueur a bon fond malgré de nombreuses frasques durant le match. Mais Alpha a tout intérêt à changer de comportement s'il souhaite rester dans l'équipe.

## Hors saison
- La finale (1re partie)
- La finale (2e partie)

Ce double épisode est majoritairement constitué d'éléments des derniers épisodes de la saison 1.